# Josenias
Josenias Brandão dos Santos (Brasília, 1 de março de 1967 — Brasília, 16 de agosto de 1996) foi um voleibolista indoor brasileiro que integrou a Seleção Brasileira na categoria de base e na principal, jogando na posição de Central conquistou nesta medalhista de prata na Liga Mundial de 1995 cuja fase final deu-se no Brasil.

## Carreira
Josenias fez carreira na seleção juvenil brasileira e foi capitão do Nossa Caixa/Suzano, um time de atletas rejeitados por outros clubes e antes da criação da Superliga Brasileira A, este Central conquistou pelo time de Suzano o bicampeonato nacional, nas temporadas 1992-93 e 1993-94, cuja competição ainda era chamada de Liga Nacional de Clubes de Voleibol Masculino.
Em 1995 foi convocado pela primeira vez para Seleção Brasileira pelo então técnico Zé Roberto Guimarães, vestindo a camisa#13 disputou a Liga Mundial deste ano, cuja fase final ocorreu no Rio de Janeiro, com a equipe brasileiro chegou a primeira grande final na história da competição, mas encerrou com a medalha de prata, participou de oito jogos nesta competição. Neste ano Josenias tinha 12 anos de dedicação ao voleibol, sendo convocado aos 28 anos, apelidado pelos companheiros de Jô, tinha o alcance no ataque de 3,40m e 3,30m no bloqueio e era um dos poucos atletas no voleibol masculino na época que executava a jogada chamada no Brasil de "China" [carece de fontes?].
Em virtude de prestar serviço a seleção principal, não pode disputar o Campeonato Sul-Americano de Clubes de 1995 por seu clube Nossa Caixa/Suzano.Transferiu-se para o Flamengo/Petrobrás na temporada 1995-96, onde foi campeão carioca em 1995 e sexto lugar na Superliga Brasileira A 1995-96 e estava prestes a realizar um sonho de atuar no voleibol japonês.
Em 16 de agosto de 1996 acidente automobilístico Josenias falece após colisão do seu veículo com uma caminhonete em plena rodovia BR-040 que liga Brasília a Belo Horizonte, juntamente com ele também falece sua mãe, sua filha e sua sobrinha, ambas com 4 anos de idade..

## Clubes
| Clube              | País   | De   | Até  |
| Nossa Caixa/Suzano | Brasil | 1993 | 1995 |
| Flamengo/Petrobrás | Brasil | 1995 | 1996 |

## Títulos e Resultados
- 1992-93- Campeão da Liga Nacional de Clubes de Voleibol Masculino[3]
- 1993-94- Campeão da Liga Nacional de Clubes de Voleibol Masculino[3]
- 1994-95- Vice-campeão da Superliga Brasileira A[7]
- 1995-96- 6º lugar da Superliga Brasileira A[7]